# Blue Story
Blue Story es una película de drama criminal musical británica de 2019 escrita, dirigida y narrada por Rapman (Andrew Onwubolu) a través del rap y protagonizada por Stephen Odubola y Micheal Ward, con Eric Kofi-Abrefa, Khali Best, Karla-Simone Spence, Richie Campbell, Jo Martin y Junior Afolabi Salokun en papeles secundarios. Sirviendo como el debut como director de largometrajes de Rapman, la película se basa en su serie de YouTube de 2014 del mismo nombre, basada en hechos reales. La historia sigue a los mejores amigos Marco (Ward) y Timmy (Odubola) quienes, desde diferentes áreas de Londres (Peckham y Deptford), se encuentran convirtiéndose en enemigos en una violenta e insidiosa guerra de códigos postales. La película muestra a las pandillas de la vida real, los Peckham Boys y Ghetto Boys.
Tras el éxito de su serie de YouTube de tres partes llamada Shiro's Story y tras firmar con Jay-Z para Roc Nation, Rapman y BBC Films desarrollaron y cofinanciaron la película y, a finales de 2018, Paramount Pictures compró los derechos de distribución mundial de la película. La fotografía principal comenzó en febrero de 2019 y duró 23 días. La película se centra en temas como la violencia de las pandillas, la amistad, la traición, el amor, la juventud y la masculinidad negra.

## Trama
En Londres, un niño llamado Timmy comienza la escuela secundaria en Peckham, Southwark a pesar de vivir en Deptford, Lewisham. Su madre quería que él fuera a esta escuela por su buen plan de estudios y por eso Timmy tiene que separarse de su amigo Kiron, un niño que causa muchos problemas. En su primer día, se hace amigo de un chico llamado Marco y más tarde, de otros dos llamados Dwayne y Hakeem.
Cinco años después, una compañera de clase llamada Karina invita a los chicos a una fiesta en su casa. Timmy, que ahora tiene 15 años, no tiene muchas ganas de ir, pero después de enterarse de que la niña que le gusta, Leah, va a ir, lo reconsidera. Mientras tanto, en Deptford, los Ghetto Boys son atacados por los Peckham Boys en su propio territorio, obligándolos a huir. Esa noche, Marco intenta ver The Intent con su hermano mayor, Switcher, que es el líder de los Peckham Boys, pero Switcher es llamado para ayudar a luchar contra los Ghetto Boys que han venido en busca de venganza. Más tarde, los Peckham Boys son perseguidos por los Ghetto Boys y el segundo al mando del Ghetto, Galis, recibe un disparo de Switcher en la espalda y muere pues el líder del Ghetto, Madder, se va debido a la policía que se acerca.
En la fiesta, Timmy baila con Leah, pero es interrumpido después de que Marco se pelea con otro niño, lo que hace que el padre de Karina eche a todos de la fiesta. Unas horas más tarde, cuando Marco llega a casa, la policía allana el apartamento y arresta a Switcher. Al día siguiente, Switcher es liberado después de no tener suficientes pruebas en su contra y Timmy invita a Leah a su casa durante el fin de semana para ver la última temporada de Game of Thrones mientras Marco va a la casa de una chica universitaria. Timmy tiene sexo con Leah y los dos comienzan una relación. Mientras tanto, Marco se encuentra con Kiron, que ahora es un Ghetto Boy apodado Killy, y él le rompe el brazo. El lunes, Marco acusa a Timmy de ser socio de Killy y termina su amistad después de que este insulta a Leah, quien lo empuja y luego resulta abofeteada por Marco, quien finalmente recibe un puñetazo de Timmy.
Tres meses después, Marco, Dwayne y Hakeem se mantienen alejados de Timmy y Leah, quienes ahora celebran su aniversario de tres meses. Marco ahora se ha convertido en un Peckham Boy junto a Switcher. Esa noche, Timmy es atacado por una pandilla y Leah muere al ser empujada al suelo y golpearse la cabeza. Timmy luego golpea a uno de ellos que levanta un ladrillo y golpea a Timmy en la cabeza. Accidentalmente revela que es Marco. Después de eso, Marco es arrestado por el asesinato de Leah.
Tres años más tarde, Timmy, ahora de 18 años, ahora es un Ghetto Boy y reemplaza a Galis como el segundo al mando y es el compañero más joven de Madder, Younger Madder. Después de que liberan a Marco, este revela que no tuvo la intención de matar a Leah y lo lamenta profundamente. Unos días después, Killy ataca a Marco, quien ahora es apodado Bricker después de golpear a Timmy con un ladrillo, los Ghetto Boys atacan a Marco y los Peckham Boys afuera de un club nocturno. Madder es noqueado por Switcher, quien es apuñalado por Timmy, el cual intenta matar a Marco pero el arma se atasca y lo deja escapar. Switcher ahora está deshabilitado y tiene que estar en una silla de ruedas. Marco ahora promete matar a Timmy.
Una semana después, tras muchos tiroteos, Switcher recibe la visita de su primo Tyrone de Tottenham. Él explica que cada pandilla tiene un miembro débil y que solo tienen que esperar hasta que se revele el de los Ghetto Boys. Mientras tanto, un Ghetto Boy apodado Tiny Madder, que es un amigo cercano de Timmy, es animado por él a hacer música para Link Up TV. Madder planea un ataque a Peckham, pero Timmy lo detiene diciendo que no es el momento correcto. Madder discute con Timmy e insulta a Leah. Luego, los dos se marchan.
Esa noche, Timmy y Madder se reconcilian y Killy vuelve a buscar a Marco para atacarlo. Sin embargo, cuando llegan allí, Madder encuentra la caja de su arma vacía. Se revela que Killy traicionó a Timmy y se unió a Tyrone. Killy explica que estaba celoso de que Timmy se convirtiera en el compañero más joven de Madder cuando sintió que él debería haberlo sido. Timmy, que está atrapado en la camioneta, es interceptado por Marco, quien comienza a verter gasolina en la camioneta. Madder noquea a Tyrone y lucha con Killy antes de dispararle en la cabeza. Marco prende fuego a la furgoneta y huye. A pesar de los mejores intentos de Madder, Timmy acepta su destino y se une a Leah en el más allá antes de morir asfixiado por el fuego. Madder finalmente abre la puerta y saca el cuerpo de Timmy. La policía llega y arresta a Madder.
Más tarde, cuando finaliza la película, Madder se convierte en un trabajador juvenil y Switcher se suicida por una sobredosis de drogas después de que tanto Marco como Tyrone son arrestados (su verdadero nombre aparentemente se revela como Jordan), y Timmy es enterrado con honores.

## Estreno
La película se estrenó el 22 de noviembre de 2019. Vue Cinemas y Showcase Cinemas en el Reino Unido decidieron dejar de proyectar la película después de actos de violencia durante una proyección en un cine de Birmingham. Showcase reanudó las proyecciones unos días después. La película se estrenó a través de Premium VOD en los Estados Unidos el 5 de mayo de 2020, después de que se cancelara el estreno limitado en cines del 20 de marzo de 2020 debido a la pandemia de COVID-19.

## Críticas y recepción
En el sitio web de reseñas Rotten Tomatoes, la película tiene una calificación de aprobación del 93% según 43 reseñas, con una calificación promedio de 7/10. El consenso del sitio web dice: "Cruda y fascinante, Blue Story supera su historia un tanto prosaica con actuaciones poderosas y una claridad de propósito impresionante". En Metacritic, la película tiene una puntuación media ponderada de 69 sobre 100 según las reseñas de 15 críticos, lo que indica "críticas generalmente favorables".

## Premios y reconocimientos
En la 73.ª edición de los British Academy Film Awards, Michael Ward ganó el BAFTA Rising Star por su actuación. La película fue preseleccionada junto con otras nueve películas por la British Academy of Film and Television Arts para la categoría del Premio BAFTA al Debut Sobresaliente de un Escritor, Director o Productor Británico. En los Premios NME 2020, la película ganó dos premios a Mejor Película y Mejor Actor de Cine para Ward.